# 忘記和記
〈忘記和記〉是香港歌手麥浚龍和黎明合唱的一首歌曲，由雷頌德作曲及編曲、黃偉文填詞、雷頌德及麥浚龍監製，收錄於麥浚龍的錄音室專輯《the album and the rest of it...》，於2019年由幻．國文化娛樂及Chapel of Dawn發行。這首歌曲的名字、曲風和格調使人聯想到1990年代由黎明主唱的一系列電訊廣告歌曲，歌曲原先以獨唱為製作藍本，其後麥浚龍邀請黎明參與合唱，引起大眾的關注和討論。此歌曲獲得2020年度《十大中文金曲頒獎音樂會》的「十大中文金曲獎」。

## 製作概念
2018年12月，麥浚龍與香港歌手謝安琪推出《the album part one》專輯，專輯以二人所飾演的「董折」和「浦銘心」的愛情故事為歌曲題材，2019年推出的《The Album And The Rest Of It》是後續專輯，除了補充「董折」和「浦銘心」的故事線，同時在歌曲風格方面作出改變，〈忘記和記〉是此專輯所收錄的歌曲之一。此歌曲是由填詞人黃偉文命名，曲名可以解讀為「忘記、和記」或「忘記、和、記」，作者以文字遊戲的概念，一方面將產品名字（黎明曾任和記電訊（今3香港）之代言人多年）嵌入題材裡面，另一方面配合了專輯的男女主角故事線。麥浚龍希望重新創作一首屬於1990年代的歌曲，與創作單位一起構思，花了3個月時間製作出此歌曲，歌曲原先以獨唱為製作藍本，麥浚龍在收聽歌曲樣本期間，聽到4分20秒時突然想起歌手黎明，認為這個部份的歌曲是屬於他的，於是向歌曲創作人雷頌德索取黎明的聯絡方法，親自邀請黎明合作。黎明收到邀請後，重複收聽此歌曲三次，在12小時內答應了麥浚龍的邀請。此歌曲的著眼點是向聽眾傳遞希望及吸引更多人收聽廣東歌曲，歌曲大部份是由麥浚龍主唱，而最後一段則由黎明唱出。

## 反應及迴響
〈忘記和記〉的曲名、曲風和格調使人聯想到1990年代由黎明主唱的一系列電訊廣告歌曲，歌曲推出後即登上香港本地音樂流行榜，引起大眾的關注和討論。此歌曲被視為是跨公司、跨世代合作的音樂作品，有媒體認為此歌曲首18秒的旋律已經滲透出黎明在1990年代主唱的電訊廣告歌曲味道，勾起了香港人的集體回憶，有媒體則認為麥浚龍策劃製作此歌曲並邀請黎明合作，是向1990年代廣東歌曲及黎明的廣告作品致敬的表現方式，並期待黎明參與演出此歌曲的音樂短片。
歌曲創作人雷頌德表示黎明出道至今的合唱歌曲作品不多於10首，以往有不少歌手透過他邀請黎明合唱歌曲，亦被黎明拒絕，因此他對於麥浚龍成功邀請黎明合唱〈忘記和記〉感到喜出望外。雷頌德認為黎明不喜歡以對唱方式合唱歌曲，而麥浚龍邀請黎明唱出歌曲的最後一段而非對唱，二人在某程度上的想法相同，因此能夠合作。
|          | 一場緣份，一場指教；由這刻開始，天與地，再度接起；忘記和記；dear leon, welcome and good to have you. |
| ——麥浚龍 | |

麥浚龍認為〈忘記和記〉是一首在商業市場上的藝術品，歌曲夾雜激情及思念，曲風和歌曲內容在2019年那個年代已經很少見，他以往與黎明從來沒有正式會面，而雷頌德亦向他表明邀請黎明合作難度很高。但基於對音樂創作的堅持和追求，麥浚龍仍親自致電邀請黎明合作，終獲得黎明答應。麥浚龍表示自己與黎明合作愉快，他認為此次的合作是很罕有和珍貴，他認為黎明是個對工作有要求、有準則的人，不但言出必行及守信用，而且配合程度很高，同時亦感謝黎明對歌曲〈忘記和記〉及此曲所承載的意義和理念投放很大的信任。黎明表示此曲的創作人雷頌德和填詞人黃偉文都是他認識的人，但以往與麥浚龍素未謀面，在印象中麥浚龍是個有獨特創意的創作人，認為大家身處於同一個社區、同一個空間，互相穿插於對方的世界中，也是一種學習。黎明認為製作一個歌曲作品，是講求時間、人物、氣場、際遇等各方面的緣份，因此在收到麥浚龍的邀請後，要求收聽此歌曲三次，覺得好便答應合作。

## 流行榜成績
以下是歌曲〈忘記和記〉在香港四大電子媒體音樂流行榜的最佳成績：
- 香港商業電台 903專業推介：冠軍[24]
- 香港電台中文歌曲龍虎榜：冠軍[25]
- 新城電台勁爆本地榜：亞軍[26]
- 電視廣播有限公司勁歌金榜：歌曲沒有派往此音樂平台

## 獎項
以下是歌曲〈忘記和記〉曾經獲頒發的獎項：
- 香港商業電台2019年度叱咤樂壇流行榜頒獎典禮——專業推介叱咤十大第6位[27]
- 香港電台2020年度十大中文金曲頒獎音樂會——十大中文金曲獎[28]
- 第12屆華語金曲獎——十大華語金曲（粵語十大）[29]
- 第12屆華語金曲獎——年度最佳粵語歌曲

## 外部連結
- 忘記和記。煉 THE OFFICIAL JUNO MAK 麥浚龍. 2019-11-06
- JUNO MAK 麥浚龍 LEON LAI 黎明—《忘記和記》—Lyrics ver. （页面存档备份，存于） THE OFFICIAL JUNO MAK 麥浚龍. 2019-12-04